# Stack Overflow
Stack Overflow là một trang web hỏi đáp dành cho các lập trình viên chuyên nghiệp. Đây là trang web hàng đầu của Mạng lưới Stack Exchange. Được tạo ra vào năm 2008 bởi Jeff Atwood và Joel Spolsky. Nó có các câu hỏi và câu trả lời về rất nhiều chủ đề trong lĩnh vực lập trình máy tính. Nó được tạo ra để trở thành một giải pháp thay thế mở hơn cho các trang web hỏi đáp trước đây như Experts-Exchange. Stack Overflow đã được bán cho Prosus, một tập đoàn Internet tiêu dùng có trụ sở tại Hà Lan vào ngày 2 tháng 6 năm 2021 với trị giá 1,8 tỷ đô la Mỹ.
Trang web đóng vai trò như một nền tảng để người dùng hỏi và trả lời các câu hỏi thông qua việc đăng ký thành viên và tham gia tích cực, bình chọn các câu hỏi và câu trả lời lên hoặc xuống tương tự như Reddit và chỉnh sửa các câu hỏi và câu trả lời theo cách tương tự như một wiki. Người dùng của Stack Overflow có thể kiếm được điểm danh tiếng và "huy hiệu"; ví dụ: một người được thưởng 10 điểm danh tiếng khi nhận được bình chọn "Up" cho một câu hỏi hoặc một câu trả lời, và có thể nhận được huy hiệu cho những đóng góp có giá trị của họ, điều này tiêu biểu cho sự game hóa các trang web hỏi đáp truyền thống. Người dùng mở khóa các đặc quyền mới khi điểm danh tiếng tăng như khả năng bình chọn, bình luận và thậm chí chỉnh sửa bài đăng của người khác.
Tính đến  tháng 3 năm 2021 Stack Overflow có hơn 14 triệu người dùng đã đăng ký, và nhận được hơn 21 triệu câu hỏi và 31 triệu câu trả lời. Dựa trên các loại thẻ được chỉ định cho các câu hỏi, tám chủ đề được thảo luận nhiều nhất trên trang là: JavaScript, Java, C#, PHP, Android, Python, jQuery, và HTML.

## Lịch sử
Trang web được tạo ra bởi Jeff Atwood và Joel Spolsky vào năm 2008. Tên của trang web đã được bình chọn vào tháng 4 năm 2008 bởi độc giả của Coding Horror, blog lập trình nổi tiếng của Atwood. Vào ngày 31 tháng 7 năm 2008, Jeff Atwood đã gửi lời mời khuyến khích người đăng ký của mình tham gia vào bản beta kín của trang web mới, giới hạn việc sử dụng cho những người sẵn sàng thử nghiệm phần mềm mới. Vào ngày 15 tháng 9 năm 2008, phiên bản beta công khai đã được công bố là đang chạy, và công chúng hiện có thể sử dụng nó để tìm kiếm sự hỗ trợ về các vấn đề liên quan đến lập trình. Thiết kế của biểu tượng Stack Overflow được quyết định bởi một quy trình bình chọn.
Vào ngày 3 tháng 5 năm 2010, Stack Overflow đã được công bố là đã huy động được 6 triệu đô la vốn đầu tư mạo hiểm từ một nhóm các nhà đầu tư do Union Square Ventures dẫn đầu.
Năm 2019, Stack Overflow bổ nhiệm Prashanth Chandrasekar làm giám đốc điều hành và Teresa Dietrich làm giám đốc sản phẩm.
Vào tháng 6 năm 2021, Prosus, một công ty con có trụ sở tại Hà Lan của công ty truyền thông Nam Phi Naspers, đã công bố một thỏa thuận mua lại Stack Overflow với giá 1,8 tỷ đô la.

### Lỗ hổng an ninh
Vào đầu tháng 5 năm 2019, một bản cập nhật đã được triển khai cho phiên bản phát triển của Stack Overflow. Nó chứa một lỗi cho phép kẻ tấn công tự cấp cho mình các đặc quyền truy cập vào phiên bản sản xuất của trang web. Stack Overflow đã đăng trên blog của họ rằng khoảng 184 người dùng mạng công cộng đã bị ảnh hưởng bởi lỗ hổng này, do nó "có thể đã trả về địa chỉ IP, tên hoặc email".

## Nội dung
Stack Overflow chỉ chấp nhận các câu hỏi về lập trình mà tập trung chặt chẽ vào một vấn đề cụ thể. Những câu hỏi có tính chất rộng hơn, hoặc những câu trả lời hấp dẫn vốn dĩ là một vấn đề quan điểm thường bị người dùng của trang web từ chối và bị đánh dấu là đã đóng. Trang web softwareengineering.stackexchange.com có mục đích là trở thành nơi cung cấp các truy vấn rộng hơn, ví dụ các câu hỏi chung về phát triển phần mềm.
Việc đóng câu hỏi là điểm khác biệt chính so với các trang hói đáp khác như Yahoo! Hỏi & Đáp và là một cách để ngăn chặn các câu hỏi chất lượng thấp. Cơ chế này đã được xem xét lại vào năm 2013; các câu hỏi được chỉnh sửa sau khi được đặt ở trạng thái "tạm hoãn" giờ sẽ xuất hiện trong hàng đợi duyệt. Jeff Atwood đã tuyên bố vào năm 2010 rằng các câu hỏi trùng lặp không được coi là một vấn đề mà chúng tạo thành một lợi thế nếu những câu hỏi bổ sung như vậy thúc đẩy thêm lưu lượng truy cập vào trang web bằng cách nhân số lần khớp với từ khóa có liên quan trong các công cụ tìm kiếm.
Tất cả nội dung do người dùng tạo đều được cấp phép theo giấy phép Creative Commons Attribute-ShareAlike, phiên bản 2.5, 3.0 hoặc 4.0 tùy thuộc vào ngày nội dung được đóng góp.

## Số liệu thống kê

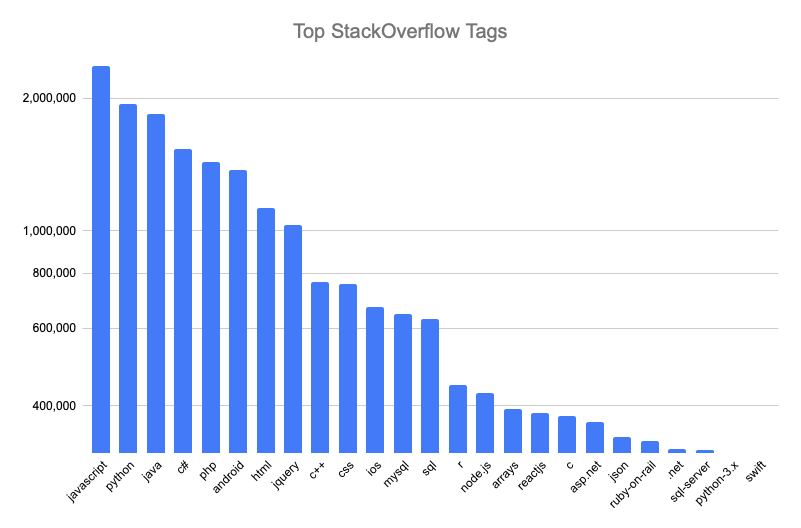
Các thẻ đứng đầu tại StackOverflow

Một nghiên cứu năm 2013 đã chỉ ra rằng 75% người dùng chỉ hỏi một câu hỏi, 65% chỉ trả lời một câu hỏi và chỉ 8% người dùng trả lời nhiều hơn 5 câu hỏi. Để trao quyền cho một nhóm người dùng rộng hơn đặt câu hỏi và sau đó trả lời, Stack Overflow đã tạo một chương trình cố vấn với kết quả là các người dùng có điểm trung bình câu hỏi (tức số bình chọn tăng, bình chọn giảm) tăng 50%. Tính đến năm 2011, 92% câu hỏi đã được trả lời, trong thời gian trung bình là 11 phút. Kể từ năm 2013, phần mềm mạng lưới Stack Exchange tự động xóa các câu hỏi đã đóng mà đáp ứng các tiêu chí nhất định, bao gồm cả việc không có câu trả lời trong một khoảng thời gian nhất định.
Tính đến tháng 8 năm 2012, 443.000 trong số 1,3 triệu người dùng đã đăng ký đã trả lời ít nhất một câu hỏi và trong số đó, khoảng 6.000 (0,46% tổng số người dùng) đã đạt được điểm danh tiếng lớn hơn số lượng 5000. Điểm danh tiếng có thể đạt được nhanh nhất bằng cách trả lời các câu hỏi liên quan đến thẻ có mật độ chuyên môn thấp hơn, thực hiện việc này ngay lập tức (đặc biệt là trở thành người đầu tiên trả lời câu hỏi), hoạt động trong giờ thấp điểm và đóng góp vào các lĩnh vực đa dạng.
Trong năm 2016, 1,5 triệu bài đăng đã bị xóa, trong đó khoảng 8% là do người kiểm duyệt xóa.

## Công nghệ
Stack Overflow được viết bằng C# sử dụng bộ khung ASP.NET MVC (Model – View – Controller) và Microsoft SQL Server cho cơ sở dữ liệu  và trình ánh xạ quan hệ đối tượng Dapper được sử dụng để truy cập dữ liệu. Người dùng chưa đăng ký có quyền truy cập vào hầu hết chức năng của trang, trong khi người dùng đăng nhập có thể có quyền truy cập vào nhiều chức năng hơn, chẳng hạn như đặt hoặc trả lời một câu hỏi, thiết lập hồ sơ và có thể kiếm được điểm danh tiếng để cho phép thực hiện chức năng như chỉnh sửa câu hỏi và câu trả lời mà không cần bình duyệt ngang hàng hoặc bình chọn để đóng một câu hỏi. 

## Đón nhận
Stack Overflow đã giành được Giải thưởng Vì cộng đồng do khán giả bình chọn tại Webby 2020 trong lĩnh vực Web.
Văn hóa của trang web đã bị chỉ trích là không thân thiện, đặc biệt là trong bối cảnh những người tham gia có sự khác biệt về giới tính.
Một nghiên cứu từ Đại học Maryland cho thấy rằng các nhà phát triển Android chỉ sử dụng Stack Overflow làm tài nguyên lập trình của họ có xu hướng viết mã kém an toàn hơn những người chỉ sử dụng tài liệu dành cho nhà phát triển Android chính thức từ Google, trong khi các nhà phát triển chỉ sử dụng tài liệu Android chính thức có xu hướng viết mã ít chức năng hơn đáng kể so với những người chỉ sử dụng Stack Overflow.